# Color on Me
Color on Me — дебютный мини-альбом южнокорейского певца Кан Даниэля. Был выпущен 25 июля 2019 года лейблом Konnect Entertainment при поддержке Sony Music.

## Предпосылки и релиз
В полночь 11 июля 2019 года Konnect Entertainment, агентство, основанное Даниэлем, запустило официальный веб-сайт с обратным отсчётом, и на следующий день была объявлена дата дебюта — 25 июля. Также стало известно, что Кей Лим, генеральный директор Dev-Channel, спродюсировал альбом. В последующие дни были опубликованы тизер-фото, а предзаказ стартовал 16 июля. 18 июля объявили трек-лист.

## Промоушен
25 июля Даниэль провёл два шоукейса в Yes24 Live Hall: сначала для прессы, потом для поклонников. 31 июля была опубликована танцевальная практика к синглу.

## Коммерческий успех
22 июля стало известно, что количество предзаказов альбома перешагнуло порог в 450 тысяч копий.
В первый день на Hanteo было продано 342 218 копий, что стало рекордом среди сольных артистов за всю историю чарта. По данным на 31 июля, общее количество проданных копий на третий день продаж составило более 400 тысяч, что стало абсолютным рекордом для сольного исполнителя в чарте.

## Список композиций
Информация взята с Apple Music.
| №                   | Название                    | Текст песни              | Музыка                            | Аранжировка                 | Длительность |
| ------------------- | --------------------------- | ------------------------ | --------------------------------- | --------------------------- | ------------ |
| 1.                  | «Intro (Through the Night)» | Flow Blow                | Flow Blow                         | Flow Blow                   | 1:19         |
| 2.                  | «Color»                     | Кан Даниэль Yorkie Thama | Geoffrocause Devine-Channel Thama | Geoffrocause Devine-Channel | 2:56         |
| 3.                  | «뭐해» (What Are You Up To) | Кан Даниэль Yorkie Thama | Devine-Channel Thama              | Devine-Channel              | 3:02         |
| 4.                  | «Horizon»                   | Кан Даниэль Yorkie Thama | Devine-Channel Thama              | Devine-Channel              | 2:36         |
| 5.                  | «I Hope»                    | Кан Даниэль Flow Blow    | Flow Blow                         | Flow Blow                   | 3:07         |
| Общая длительность: | Общая длительность:         | Общая длительность:      | Общая длительность:               | Общая длительность:         | 13:05        |

## Чарты
| Чарт (2019)                    | Пиковая позиция |
| ------------------------------ | --------------- |
| Южная Корея (Gaon Album Chart) | 1               |
| Япония (Oricon)                | 23              |

## Продажи
| Страна             | Продажи |
| ------------------ | ------- |
| Южная Корея (Gaon) | 359,245 |